# Oskar Kons murstenshus
Oskar Kons murstenshus (polsk Kamienica Oskara Kona) ligger ved Piotrkowska-gaden 43 i Łódź.
Bygningen blev opført i 1870 til Oskar Kon, som i sin tid var den rigeste jødiske fabrikant i byen. I 1901 blev murstenshuset bygget om til den form det har i dag, efter tegninger af Gustaw Landau-Gutenteger, som samtidig åbnede sit arkitektkontor der. Bygningen var det første eksempel på art nouveau-arkitektur i Łódź. Facaden blev pyntet med plantemotiver i form af laurbærblade, blomster og bladknopper rundt om porten og vinduerne. 
Bygningen har syv vinduesrækker. Det højest placerede tredelte vindue er dækket med en kuppel. På kuppelen findes en kugle formet af bladagtige elementer.
I årene 1899-1939 lå Jakub Jankielewicz og Eliakim Gliksmans synagoge ved murstenshusets gårdsplads.
51°46′15.8″N 19°27′21.43″Ø / 51.771056°N 19.4559528°Ø